# مونتينرو فال كوكيارا
مونتينرو فال كوكيارا هي بلدة وبلدية في مقاطعة إزرنية في منطقة مليزة بجنوب إيطاليا.